# Pieve di Santa Maria Assunta (Belforte)
La pieve di Santa Maria Assunta si trova a Belforte, nel comune di Radicondoli, in provincia di Siena.
La chiesa è ricordata dal 1328, ma lo stile tardoromanico che ne caratterizza l'architettura attesterebbe, tuttavia, un'origine ben più antica.
L'edificio è formato da una piccola navata absidata, ma priva di facciata, per cui l'accesso avviene da un portale laterale, sormontato da un arco duecentesco.
L'uso misto di mattoni e pietra calcarea bianca si trova nella chiesa di Santa Maria e nel piccolo edificio romanico di fronte alla chiesa, forse pertinente all'antico ospedale di San Jacopo.